# Lapa (distrito de São Paulo)
Lapa é um distrito situado na zona oeste do município de São Paulo,administrado pela Subprefeitura da Lapa. Desenvolveu-se durante o século XX, inicialmente como região industrial e proletária. 
O distrito é atendido pelas linhas 7-Rubi e 8-Diamante do Trem Metropolitano, respectivamente ramos da São Paulo Railway e da Estrada de Ferro Sorocabana, que a dividem nas regiões norte (chamada de Lapa de Baixo) e sul (que corresponde ao bairro da Lapa). A área situada a sudoeste da área central do distrito é denominada de Alto da Lapa. Faz divisa com os distritos de São Domingos, Pirituba, Freguesia do Ó, Vila Leopoldina, Alto de Pinheiros, Perdizes e Barra Funda.
Compõem o distrito os seguintes bairros: Alto da Lapa, Bela Aliança, Lapa, Lapa de Baixo, Parque Residencial da Lapa, Siciliano, Vila Anastácio, Vila Argentina, Vila Augusto, Vila Bela Aliança, Vila Carlina, Vila Ipojuca e Vila Romana.

## História

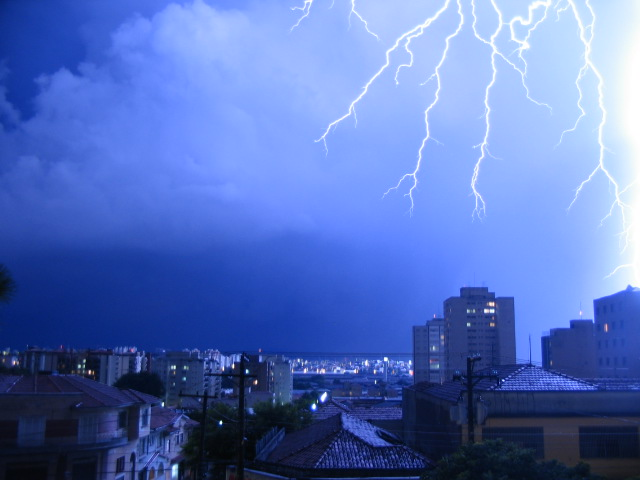
Visão do bairro homônimo ao distrito

Lapa é um nome de origem tupi, que significa "Lugar por onde se passa". Era como os indígenas se referiam à área no século XVI, quando a mesma era ocupada por uma sesmaria dos jesuítas próxima ao rio Emboaçava (atualmente, o rio Pinheiros). Uma versão sobre a origem do nome do distrito seria a de um português que carregava uma imagem de Nossa Senhora e construiu uma gruta para a santa, enquanto a outra seria da missa anual celebrada pelos jesuítas em homenagem à padroeira do bairro.
A Fazendinha da Lapa, que ficava próxima aos sítios da Água Branca, Mandi, Emboaçava e Tabatinguá, foi o principal empreendimento erguido essa sesmaria. Em 1743, os jesuítas deixaram a região e, cerca de 20 anos depois, a região contava com 5 casas e 31 habitantes.
Por volta do século XIX,  teve começo do processo de urbanização da região. o aproveitamento do barro do rio Tietê que, por sua qualidade, favoreceu com o surgimento de olarias, favorecido pelo aproveitamento do barro do rio Tietê, e ajudou no crescimento do povoado da Lapa.
Em 1867 foi inaugurada a estrada de ferro Santos-Jundiaí. Na época a única estação implantada na região da Lapa era a Água Branca, a qual servia como local de cruzamento dos caminhos que ligavam a cidade à Freguesia do Ó, Pinheiros e Campinas. Pouco depois da inauguração, o trem também passou a fazer uma parada simples, próximo à ponte do sítio do Coronel Anastácio, para atender a população da área, que era incipiente até então.
A partir de então, as grandes fazendas passaram a ser loteadas e vendidas em pequenas propriedades. Imigrantes italianos eram os principais compradores e, com isso, foi aberto, em 1880, o loteamento de Vila Romana. Posteriormente, surgiram loteamentos como Grão Burgo da Lapa, compreendendo já o núcleo da Lapa de Baixo e toda a região central do bairro, e Vila Sofia, confundido atualmente com Vila Romana, composto por 808 lotes de características urbanas. A instalação da Vidraria Santa Marina também colaborou significativamente para a consolidação do distrito. O espaço foi escolhido pela proximidade com o rio Tietê, que podia proporcionar os principais materiais para a fabricação de vidro: areia branca e água limpa. A empresa também construiu uma vila operária para abrigar seus empregados, contribuindo para o povoamento e urbanização da região.
Tornou-se distrito, separado de Santa Cecília, em 1910. Em 1948, perdeu parte de seu território para a formação do antigo subdistrito de Vila Madalena (atualmente incorporado ao distrito de Pinheiros). Em 1986, com a redivisão do município em 96 distritos, perdeu a porção mais a oeste de seu território para a criação do distrito de Vila Leopoldina, além de contribuir também com a formação do novo distrito de Alto de Pinheiros, e de transferir o bairro de Vila Charlote para o distrito da Barra Funda.
Em 1931, foi instalada na antiga Rua Anastácio, hoje Rua Nossa Senhora da Lapa, uma estação telefônica da antiga Companhia Telefônica Brasileira (prefixo 5-0), que atendia a grande parte da zona oeste. A central telefônica, contudo, era limitada a apenas mil terminais telefônicos, sendo que só apenas em 1968, com a inauguração de nova estação telefônica da CTB, situada na Rua Andrade Neves, no Alto da Lapa, pôde ser feita a ampliação do número de telefones do bairro, inicialmente para 4 mil terminais, e logo em seguida para 6 mil, com o prefixo 260. Atualmente as centrais da estação telefônica Lapa oferecem mais de 160 mil terminais.
Bairros

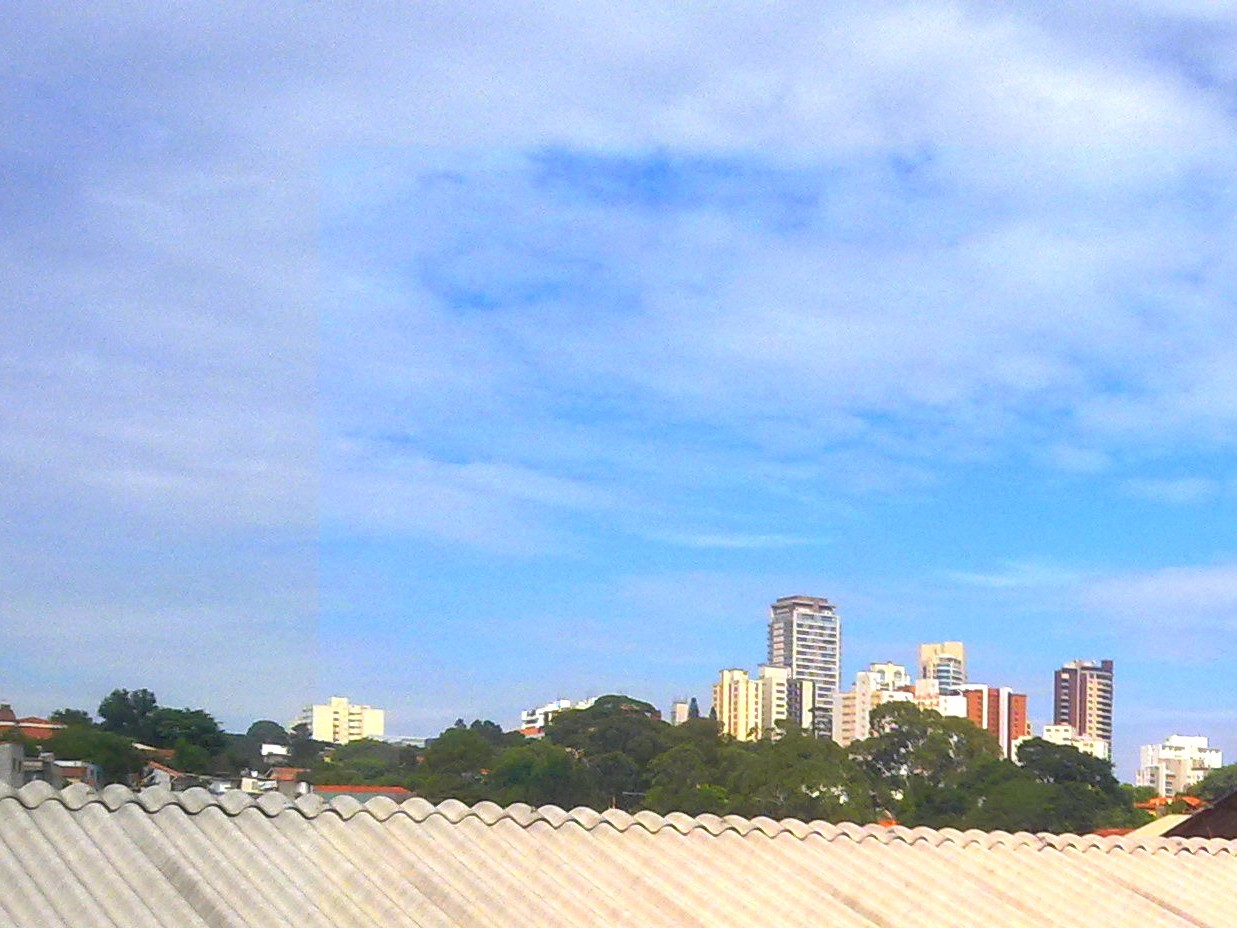
Visão do Alto da Lapa e Bela Aliança

O Alto da Lapa e Bela Aliança são bairros nobres horizontais e residenciais, formados por imóveis de alto padrão. Foram urbanizados pela Cia. City. A Lapa de Baixo possui as características de bairro industrial e proletário. 
O centro da Lapa é uma área comercial, que nas décadas de 1950 e 1960 constituía um dos principais polos comerciais da cidade. A Vila Romana é um bairro emergente, que adveio de um loteamento planejado no século XIX. Hoje é habitado pela classe média alta, em edifícios de médio e alto padrão.

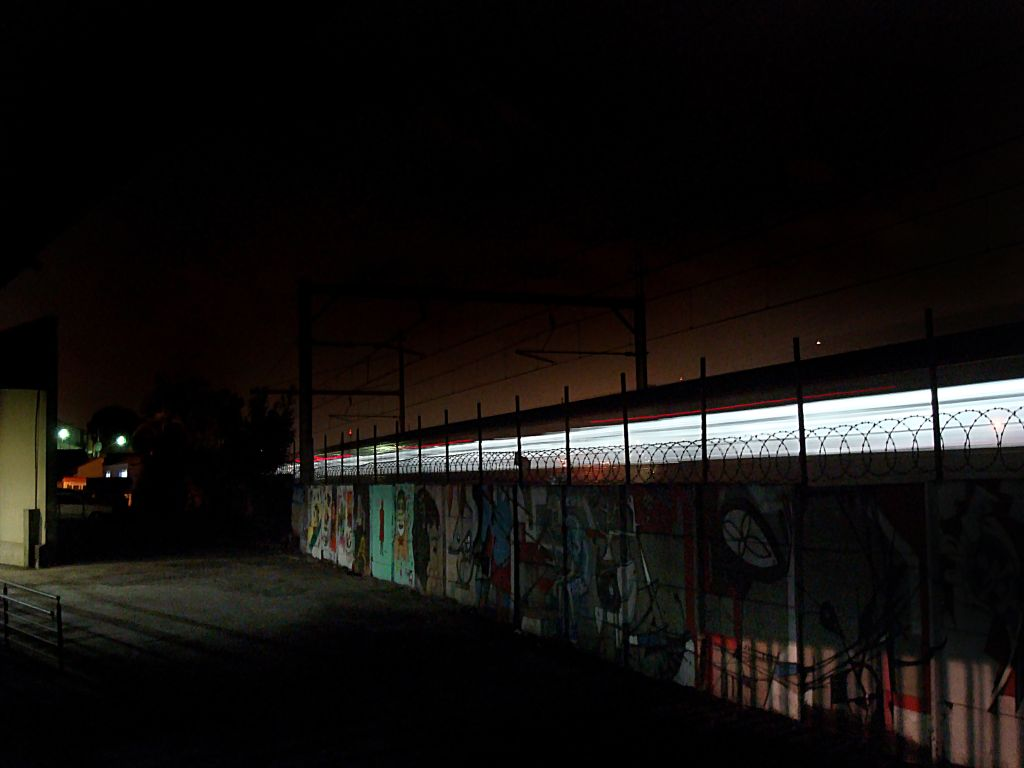
O Tendal da Lapa

No bairro, encontra-se o ponto de ônibus mais antigo da cidade, localizado na Praça Coronel Cipriano de Morais. Ele é notado pelas colunas em "V" que sustentam o teto abaulado. Há campanhas e projetos para transformá-lo em patrimônio histórico (Pela sua infraestrutura, deve ter sido construído na década de 1950).

## Atualidade
O distrito possui um dos melhores IDHs da cidade e ótima infraestrutura urbana. Apresenta diversos equipamentos culturais como: o Tendal da Lapa, a Estação Ciência, o teatro Cacilda Becker, o Clube-Escola Pelezão, o 241º Grupo Escoteiro Quarupe, o Museu Espírita e o Centro Cultural Aúthos Pagano. Além disso, no distrito estão localizados a sede da TV Cultura e os Estúdios Mauricio de Sousa.
Como ponto de destaque na área do lazer, encontra-se o Shopping Center Lapa, que conta com mais de 100 lojas. O Mercado Municipal da Lapa, conhecido como Mercadão da Lapa, é um grande point da culinária da região, onde se pode encontrar diversos produtos como queijos, vinhos, frutas, azeites e carnes. Atualmente, ele conta com 96 lojas e bancas.

## Demografia
Evolução demográfica do distrito da Lapa

## Localização geográfica
- Norte: Marginal Tietê.
- Leste: Avenida Santa Marina, Rua Venâncio Alves, Rua Coriolano, Rua Doutor Miranda de Azevedo, Rua Guiará, Rua Bárbara Heliodora, Praça Jesuíno Bandeira, Rua Marco Aurélio e Rua Aurélia.
- Sul: Rua Cerro Corá.
- Oeste: Rua Barbalha, Avenida Diógenes Ribeiro de Lima, Praça José Xavier Muniz, Rua Belmonte e Viaduto Domingos de Moraes.